# 古爾吉烏鄉 (穆列什縣)
46°46′N 24°51′E / 46.767°N 24.850°E
古爾吉烏鄉（羅馬尼亞語：Comuna Gurghiu, Mureș），是羅馬尼亞的鄉份，位於該國中部，由穆列什縣負責管轄，面積124平方公里，海拔高度568米，2007年人口6,230，人口密度每平方公里50人。